# Ādolfs Alunāns
Ādolfs Alunāns (født 11. oktober 1848 i Mitau (lettisk: Jelgava) i Guvernement Kurland, død 5. juli 1912 sammesteds) var en lettisk skuespiller, instruktør og dramaturg, som kaldes for "faderen til det lettiske teater".
Alunāns fik sin skolegang ved Mitau Gymnasium. Fra 1866 til 1870 virkede han som skuespiller ved det tyske teater i Dorpat, Reval, Narva og Sankt Petersborg. I 1870 blev Alunāns inviteret til at være leder for Rigas Lettiske Forenings teater. Han ledte Rigas Lettiske Teater indtil 1885, mens han skrev skuespil og populariserede teaterkunst. Efter 1885 organiserede han sin skuespillertrup og gav opvisninger i både Riga og Mitau. I 1894 grundlagde han Alunāns Teater i Mitau og ledte det frem til 1904.

## Forfatterskab

### Skuespil
- "Pašu audzināts" (1869)
- "Priekos un bēdās" (1871)
- "Mucenieks un muceniece" (1872)
- "Icigs Mozes" (1874)
- "Džons Neilands" (1881)
- "Kas tie tādi, kas dziedāja" (1888)
- "Lielpils pagasta vecākie" (1888)
- "Seši mazi bundzenieki" (1889)
- "Visi mani radi raud" (1891)
- "Pārticībā un nabadzībā" (1893)
- "Mūsu senči" (1905)
- "Draudzes bazārs" (1911)